# Viva la vida (programa de televisión)
Viva la vida fue un programa de televisión, producido por Cuarzo Producciones para Telecinco y emitido desde el 20 de mayo de 2017 hasta el día 24 de julio de 2022. El espacio, conducido por Emma García (anteriormente, por Toñi Moreno y en ocasiones especiales por Sandra Barneda), sustituyó a ¡Qué tiempo tan feliz! de María Teresa Campos.

## Historia
El 7 de abril de 2017 se dio a conocer que Toñi Moreno fichaba por Mediaset para presentar un nuevo programa en Telecinco en las tardes de los sábados. En esas fechas, la presentadora todavía se encontraba presentando el programa El árbol de tu vida de Antena 3, y a pesar de que todavía quedasen por emitir dos entregas previamente grabadas, Toñi Moreno no había firmado ningún contrato con Atresmedia, sino con algunos formatos puntuales. De hecho, el programa del pasado genealógico de los famosos no confirmó una segunda edición con nuevos invitados, y el programa que encabeza en Telecinco no coincidió por un escaso margen de tiempo con el que realizó para la cadena rival. Además, Telecinco confirmó que el programa pasaría a doblarse en la tarde de los domingos si da unos buenos resultados de audiencia, tal y como le ocurrió a su predecesor, ¡Qué tiempo tan feliz!.
El 19 de abril, Telecinco cancelaba de forma temporal el programa, debido a que no tenía el visto bueno de la cadena, y todo el equipo de Mandarina era despedido. Todo esto para reformar el programa y estrenar un Mejor imposible parecido o igual a la senda de María Teresa Campos, ¡Qué tiempo tan feliz!.
El 12 de mayo de 2017, Telecinco daba nuevos datos sobre el programa y se podía definir como "un magazine vivo de actualidad, sorpresas, emoción, actuaciones musicales y entrevistas con los personajes del momento". Además su título pasaría a ser Viva la vida y no Mejor imposible como desde un principio estaba acordado. El programa fue estrenado el 20 de mayo de 2017 reuniendo a 1.076.000 espectadores y obteniendo un 11,1%.
El 9 de junio de 2017, el programa pasaría a doblarse también en la tarde del domingo, siendo el sustituto total de QTTF. Apenas un mes más tarde, Telecinco elimina de la parrilla de los fines de semana el programa de Christian Gálvez, Pasapalabra, para ampliar a tres horas de duración el programa de Moreno, emitiéndose así desde las 18 horas hasta las 21, conectando directamente con el informativo de la noche.
El 16 de marzo de 2018, Telecinco anuncia su ampliación de horario los domingos desde las cuatro de la tarde hasta las nueve. Del mismo modo, el programa pasó a emitirse en la misma franja también los sábados desde el 5 de mayo de 2018.
El domingo 20 de mayo del mismo año, aprovechando su primer aniversario, el programa estrena nueva sintonía, interpretada por Rosana: ‘Soñar es de valientes’. Dos meses más tarde, a finales de julio, el programa se despide temporalmente de los espectadores con motivo de la época estival de agosto.
El 1 de septiembre de 2018, con motivo del arranque del nuevo curso televisivo, el programa regresa con un plató remodelado y nueva cabecera.
El 20 de octubre de 2018, la cúpula de Mediaset decide apartar a Emma García del espacio que venía presentando desde su inicio, Mujeres y hombres y viceversa, para ser sustituida por Toñi Moreno. De este modo, Emma pasaría a presentar el espacio que durante 141 programas había presentado Moreno en Telecinco, Viva la vida, al que se incorporaría el 10 de noviembre del mismo año.
En marzo de 2019, el programa desaparece durante un fin de semana completo de la parrilla de Telecinco con motivo de la emisión en la cadena del Campeonato Mundial de Motociclismo. Tras esto, el programa prescinde de la que fuera su directora (Silvia Fonseca) para ser capitaneado por Raúl Prieto, exdirector de Sálvame y Las Campos.
De cara al verano de 2019 se anunció que Emma García se ausentaría por sus vacaciones estivales. La encargada de sustituirla sería Sandra Barneda.
Para el verano de 2020 se anunció que Toñi Moreno regresaría al programa para cubrir las vacaciones estivales de Emma García.
En noviembre de 2020 se anunció que Emma García tendría que cumplir cuarentena por su positivo en COVID-19. Tras esto, rápidamente se anunció que Sandra Barneda ocuparía su lugar.
El 9 de enero de 2021 se hizo un especial en prime time del programa tras la cancelación de la emisión de Deluxe tras la fuerte nevada por la Borrasca Filomena acaecida en Madrid, ya que el equipo de dicho programa no pudo llegar a los estudios de Mediaset.
El 2 de abril de 2021 con motivo de la festividad de Viernes Santo el programa ocupó la franja de Sálvame emitiéndose por primera vez en su historia fuera del fin de semana.
El 3 de junio de 2021 se anunció que Toñi Moreno regresaría al programa para cubrir las vacaciones estivales de Emma García por segundo año consecutivo. Además, se puso en marcha una entrega nocturna del programa denominada Viva el verano, la cual se centraría en las entrevistas y las noticias del mundo del corazón.

## Formato
Antes de su lanzamiento, la idea era que el programa recibiera en cada entrega a un grupo de seis famosos reconocidos por su profesión, quienes se sentarían en torno a una mesa redonda para contar experiencias vitales compartidas o con elementos en común. Sin embargo, el formato pasó de las manos de Mandarina a las de Cuarzo y este fue remodelado mezclando el talk show con género del magacín.
En sus primeras andaduras, el programa padecía de una gran semejanza con el finiquitado ¡Qué tiempo tan feliz! de María Teresa Campos, aunque tal vez, este programa tuviera más actualidad. Siempre había tres protagonistas relacionados con el mundo musical para presentar sus trabajos y charlar, ya fuera en tertulia con los colaboradores, o en una entrevista íntima con la presentadora. A esto se unían los reportajes de Torito y la "hora punta" de la actualidad, de lo más destacado sobre la crónica social y el corazón de forma light, algo que realmente recuerda a la esencia de Qué tiempo tan feliz de María Teresa Campos. Lo único en lo que se diferenciaba era que los contenidos no eran tan atemporales ni dedicados a un público tan mayor, aunque si había secciones de nostalgia pero enfocadas de otra manera.
A raíz de la entrada de Emma García al programa y la silla de director ocupada por Raúl Prieto (exdirector de Sálvame), el programa sufrió enormes cambios en su estructura y monotonía. Se dejaban de lado las entrevistas musicales y se pasaría a grabar las actuaciones para ganar tiempo en el resto de contenidos. Los comienzos del programa recordaban cada vez más a los que se suelen ver en Sálvame. Es así como el programa pasaba a ser un talk show ambientado con la esencia del programa de los días de la semana, por lo que principalmente se ofrecen tertulias del corazón, debates acerca de los reality shows de la casa y una mesa redonda sobre los asuntos del panorama social.

## Equipo

### Presentadoras
| Presentadora   | Información               | Duración (años) | Duración (años) | Duración (años) | Duración (años) | Duración (años) | Duración (años) | Programas                                                                 |
| Presentadora   | Información               | 2017            | 2018            | 2019            | 2020            | 2021            | 2022            | Programas                                                                 |
| -------------- | ------------------------- | --------------- | --------------- | --------------- | --------------- | --------------- | --------------- | ------------------------------------------------------------------------- |
| Toñi Moreno    | Presentadora              |                 |                 |                 |                 |                 |                 | Programa 1 - 141; 317 - 328; 423 - 434                                    |
| Emma García    | Presentadora y periodista |                 |                 |                 |                 |                 |                 | Programa 142 - 210; 225 - 316; 329 - 350; 355 - 422; 435 - 469; 472 - 529 |
| Sandra Barneda | Presentadora y escritora  |                 |                 |                 |                 |                 |                 | Programa 211 - 224; 351 - 354; 470 - 471                                  |

     Presentadora titular
     Presentadora sustituta
NOTA 1: Emma García no presentó los programas 211 al 224; 317 al 328 y 423 al 434 por sus vacaciones veraniegas y fue sustituida por Sandra Barneda y Toñi Moreno.
NOTA 2: Emma García no presentó los programas 351, 352, 353, 354, 470 y 471 por estar cumpliendo cuarentena por su positivo en COVID-19, siendo sustituida por Sandra Barneda.

### Colaboradores/as de corazón
|                         | Información                                          |      |      |      |      |      |      |
| Año                     |                                                      | 2017 | 2018 | 2019 | 2020 | 2021 | 2022 |
| ----------------------- | ---------------------------------------------------- | ---- | ---- | ---- | ---- | ---- | ---- |
| Marisa Martín Blázquez  | Periodista y colaboradora de televisión.             |      |      |      |      |      |      |
| Luis Rollán             | Periodista y colaborador de televisión.              |      |      |      |      |      |      |
| Isabel Rábago           | Periodista y colaboradora de televisión.             |      |      |      |      |      |      |
| Makoke Giaever          | Colaboradora de televisión y exmodelo.               |      |      |      |      |      |      |
| Quique Jiménez 'Torito' | Periodista, reportero y colaborador de televisión.   |      |      |      |      |      |      |
| Pilar Vidal             | Periodista.                                          |      |      |      |      |      |      |
| María Verdoy            | Periodista.                                          |      |      |      |      |      |      |
| Raquel Bollo            | Colaboradora de TV.                                  |      |      |      |      |      |      |
| Suso Álvarez            | Concursante de Gran Hermano 16.                      |      |      |      |      |      |      |
| José Antonio Avilés     | Colaborador de televisión.                           |      |      |      |      |      |      |
| Terelu Campos           | Presentadora y colaboradora de televisión.           |      |      |      |      |      |      |
| Kiko Matamoros          | Colaborador de televisión.                           |      |      |      |      |      |      |
| Ángela Portero          | Periodista del corazón y colaboradora de televisión. |      |      |      |      |      |      |
| Juan Luis Galiacho      | Periodista.                                          |      |      |      |      |      |      |
| David González          | Periodista                                           |      |      |      |      |      |      |
| Asraf Beno              | Modelo y yerno de Isabel Pantoja                     |      |      |      |      |      |      |
| Alejandra Rubio         | Hija de Terelu Campos.                               |      |      |      |      |      |      |
| Carlos Pérez Gimeno     | Periodista.                                          |      |      |      |      |      |      |
| Ana María Aldón         | Diseñadora y mujer de Ortega Cano.                   |      |      |      |      |      |      |
| Raquel Mosquera         | Viuda de Pedro Carrasco.                             |      |      |      |      |      |      |
| Sergio Pérez            | Reportero.                                           |      |      |      |      |      |      |
| Marina Esnal            | Periodista.                                          |      |      |      |      |      |      |

### Colaboradores/as de actualidad
|                    | Información                              |      |      |      |      |      |      |
| Año                |                                          | 2017 | 2018 | 2019 | 2020 | 2021 | 2022 |
| ------------------ | ---------------------------------------- | ---- | ---- | ---- | ---- | ---- | ---- |
| Elia Gonzalo       | Periodista y presentadora de televisión. |      |      |      |      |      |      |
| Ángel Moya         | Abogado.                                 |      |      |      |      |      |      |
| Bárbara Arroyo     | Abogada.                                 |      |      |      |      |      |      |
| José Ángel Leiras  | Presentador y colaborador de televisión. |      |      |      |      |      |      |
| Rocío Ramos-Paul   | Psicóloga.                               |      |      |      |      |      |      |
| Juan Luis Galiacho | Periodista.                              |      |      |      |      |      |      |
| David González     | Periodista                               |      |      |      |      |      |      |

### Sección de cocina
|                     | Información            |      |      |      |      |      |      |
| Año                 |                        | 2017 | 2018 | 2019 | 2020 | 2021 | 2022 |
| ------------------- | ---------------------- | ---- | ---- | ---- | ---- | ---- | ---- |
| Jorge Brazález      | Futbolista y cocinero. |      |      |      |      |      |      |
| Javier Muñoz-Calero | Cocinero.              |      |      |      |      |      |      |

### Antiguos/as
|                      | Información                                                  |      |      |      |      |      |      |
| Año                  |                                                              | 2017 | 2018 | 2019 | 2020 | 2021 | 2022 |
| -------------------- | ------------------------------------------------------------ | ---- | ---- | ---- | ---- | ---- | ---- |
| Kike Calleja         | Reportero, colaborador de televisión y periodista.           |      |      |      |      |      |      |
| Lucía Pariente       | Madre de Alba Carrillo.                                      |      |      |      |      |      |      |
| Aurelio Manzano      | Periodista.                                                  |      |      |      |      |      |      |
| Sandra Aladro        | Periodista.                                                  |      |      |      |      |      |      |
| Beatriz Cortázar     | Periodista del corazón y escritora.                          |      |      |      |      |      |      |
| Belén Rodríguez      | Periodista.                                                  |      |      |      |      |      |      |
| Noemí Salazar        | Participante de Los Gipsy Kings.                             |      |      |      |      |      |      |
| Amal Fashanu         | Presentadora.                                                |      |      |      |      |      |      |
| Guillermo Martín     | Cantante y concursante de Operación Triunfo 2005.            |      |      |      |      |      |      |
| Carmen Ro            | Periodista.                                                  |      |      |      |      |      |      |
| Antonio Rossi        | Periodista.                                                  |      |      |      |      |      |      |
| Paloma García-Pelayo | Periodista.                                                  |      |      |      |      |      |      |
| Toño Sanchís         | Representante de famosos.                                    |      |      |      |      |      |      |
| Diego Arrabal        | Paparazzi y colaborador de televisión.                       |      |      |      |      |      |      |
| José María Fernández | Reportero y colaborador de televisión.                       |      |      |      |      |      |      |
| Alba Carrillo        | Modelo y presentadora de televisión.                         |      |      |      |      |      |      |
| Pilar Eyre           | Periodista.                                                  |      |      |      |      |      |      |
| Alonso Caparrós      | Presentador de televisión.                                   |      |      |      |      |      |      |
| Carmen Rigalt        | Periodista.                                                  |      |      |      |      |      |      |
| Rosa Benito          | Cuñada de Rocío Jurado.                                      |      |      |      |      |      |      |
| Sofía Suescun        | Ganadora de Gran Hermano 16.                                 |      |      |      |      |      |      |
| Mireia Canalda       | Presentadora de televisión, modelo y actriz.                 |      |      |      |      |      |      |
| David                | Colaborador de la "Minientrevista"                           |      |      |      |      |      |      |
| Abril                | Colaboradora de la "Minientrevista"                          |      |      |      |      |      |      |
| Diego                | Colaborador de la "Minientrevista"                           |      |      |      |      |      |      |
| Nayra                | Colaboradora de la "Minientrevista"                          |      |      |      |      |      |      |
| Irene Rosales        | Modelo y mujer de Kiko Rivera.                               |      |      |      |      |      |      |
| Carmen Borrego       | Comunicadora e hija de María Teresa Campos.                  |      |      |      |      |      |      |
| Ylenia Padilla       | Participante de Gandía Shore.                                |      |      |      |      |      |      |
| Bertín Osborne       | Presentador, cantante y actor. Sección 30 años juntos.       |      |      |      |      |      |      |
| Carolina Sobe        | Concursante de Gran Hermano 11 y colaboradora de televisión. |      |      |      |      |      |      |
| Estela Grande        | Influencer.                                                  |      |      |      |      |      |      |
| Karelys Rodríguez    | Abogada y modelo.                                            |      |      |      |      |      |      |
| Enrique del Pozo     | Actor, colaborador de televisión y cantante.                 |      |      |      |      |      |      |

## Episodios y audiencias
| Temporada | Temporada | Estreno                 | Final                   | Audiencia media | Audiencia media |
| Temporada | Temporada | Estreno                 | Final                   | Espectadores    | Cuota           |
| --------- | --------- | ----------------------- | ----------------------- | --------------- | --------------- |
|           | 1         | 20 de mayo de 2017      | 3 de septiembre de 2017 | 1 048 000       | 10,2%           |
|           | 2         | 9 de septiembre de 2017 | 29 de julio de 2018     | 1 458 000       | 11,3%           |
|           | 3         | 1 de septiembre de 2018 | 1 de septiembre de 2019 | 1 258 000       | 10,3%           |
|           | 4         | 7 de septiembre de 2019 | 30 de agosto de 2020    | 1 619 000       | 12,6%           |
|           | 5         | 5 de septiembre de 2020 | 29 de agosto de 2021    | 1 717 000       | 13,6%           |
|           | 6         | 4 de septiembre de 2021 | 24 de julio de 2022     | 1 332 000       | 12,4%           |
| Total     | Total     | 20 de mayo de 2017      | 24 de julio de 2022     | 1 405 000       | 11,7%           |

## Espacios derivados

### Viva la vida: La nevada del siglo
El 9 de enero de 2021 se hizo un especial en prime time del programa tras la suspensión de la emisión de Deluxe como consecuencia de la fuerte nevada acaecida en Madrid por la Borrasca Filomena, ya que el equipo de dicho programa no pudo llegar a los estudios de Mediaset. El programa fue presentado por Emma García y contó únicamente con Elia Gonzalo, Juan Luis Galiacho y José Antonio Avilés en plató, ya que el resto del equipo no pudo desplazarse hasta la sede de la cadena en Fuencarral.

### Viva el verano
Desde 2019, el programa Deluxe dejó de emitirse durante varias semanas del mes de agosto, programando en su lugar reposiciones con los mejores momentos de la temporada del mismo. Sin embargo, los datos de audiencia han sido bastante discretos, por lo que Telecinco decidió lanzar una versión nocturna de Viva la vida para suplir al programa de La Fábrica de la Tele en sus vacaciones. Esta edición, llamada Viva el verano, se estrenó el viernes 20 de agosto de 2021 en horario central de la mano de Toñi Moreno, el cual contaría con colaboradores habituales de la cadena y se centraría tanto en las entrevistas a personajes conocidos como en las noticias de última hora de la prensa del corazón.

## Polémicas
El 7 de diciembre de 2019, a raíz de la noticia de un asesinato, el programa invitó a un forense que detalló la forma correcta en la que se desmiembra un cadáver, lo que provocó muchas críticas en las redes sociales.